# Silent Feet
| Recensione                          | Giudizio |
| ----------------------------------- | -------- |
| AllMusic                            |          |
| The Rolling Stone Jazz Record Guide | [ 2 ]    |

Silent Feet è un album in studio del bassista e compositore tedesco Eberhard Weber, il decimo del quartetto Colours, con Charlie Mariano, Rainer Brüninghaus e John Marshall.

## L'album
L'album è stato registrato nel novembre 1977 nel Tonstudio Bauer a Ludwigsburg.

## Accoglienza
Come The Following Morning, Silent Feet non ha entusiasmato la critica. La recensione su AllMusic di Scott Yanow, che assegna tre stelle all'opera, afferma: "Lunghe tonalità enfatizzate, contrasti tra suoni e silenzi... La musica si muove lenta e richiede molta pazienza all'ascoltatore".
Il pubblico, al contrario, reputa il disco uno dei migliori del contrabbassista e la suite Seriously Deep la sua migliore composizione. Molti soprattutto hanno apprezzato l'introduzione pianistica, che esegue la melodia portante.

## Tracce
Tutte le composizioni di Eberhard Weber.
1. Seriously Deep – 17:48
2. Silent Feet – 12:11
3. Eyes That Can See in the Dark – 12:20

## Formazione
- Eberhard Weber – contrabbasso
- Charlie Mariano – sassofono soprano, flauto
- Rainer Brüninghaus – pianoforte, sintetizzatore
- John Marshall – batteria